# Youngszella russea
Youngszella russea är en insektsart som först beskrevs av Mcatee 1926.  Youngszella russea ingår i släktet Youngszella och familjen dvärgstritar.
Artens utbredningsområde är Honduras. Inga underarter finns listade i Catalogue of Life.